# Cryptoniscidae
Los criptoníscidos (Cryptoniscidae) son una familia de crustáceos isópodos marinos. Sus 25 especies son ectoparásitas de crustáceos rizocéfalos que a su vez parasitan crustáceos decápodos (o parasitan a éstos directamente) y son casi cosmopolitas.

## Géneros
Se reconocen los 7 siguientes:
- Avada Boyko, 2014
- Cryptoniscus F. Müller, 1864
- Danalia Giard, 1887
- Enthylacus Pérez, 1920
- Eumetor Kossmann, 1872
- Liriopsis Schultze in Müller, 1859
- Zeuxokoma Grygier, 1993